# Real honduregno
Il real è stata la valuta dell'Honduras fino al 1862. Prima del 1824 circolava il real coloniale spagnolo, seguito dal real della Repubblica Federale del Centroamerica. 16 reales d'argento avevano valore pari a un escudo d'oro.
Il real honduregno fu introdotto nel 1832. Le monete vennero emesse in tagli da ½, 1, 2, 4 e 8 reales. Le prime emissioni furono coniate in argento con titolo 333/1000, ma a causa della pesante svalutazione che seguì, nel 1853 si arrivò a una emissione contenente solo il 4% d'argento. Questa fu seguita nel 1855-1856 da un'emissione in rame e quindi da un'emissione tra il 1857 e il 1861 in una lega rame-piombo.
Il real fu sostituito dal peso al cambio di 8 reales = 1 peso. Il real continuò ad esistere come frazione del peso fino al 1871.